# Inga Tcharkhalachvili
Inga Tcharkhalachvili (en géorgien : ინგა ჭარხალაშვილი ; transcription utilisée par la FIDE : Inga Charkhalashvili) est une joueuse d'échecs géorgienne née le 23 avril 1983. Grand maître international féminin depuis 2005, elle a remporté le championnat d'Europe des moins de 18 ans en 2001 et le championnat de Géorgie en 1999.
Au 1er mai 2021, elle est la onzième joueuse géorgienne avec un classement Elo de 2 276 points.

## Compétitions de jeunes
Tcharkhalachvili a remporté le championnat d'Europe des filles de moins de 18 ans en 2001. En 2002, elle fut médaille d'argent au championnat d'Europe junior (moins de 20 ans).

## Compétitions par équipe
Tcharkhalachvili a représenté la Géorgie au Championnat d'Europe par équipes de 1999, marquant 4 points en cinq parties et remportant la médaille d'or individuelle à l'échiquier de réserve (elle jouait dans l'équipe 3 de Géorgie). 
Elle participa à l'Olympiade d'échecs de 2018 à Batoumi en Géorgie au deuxième échiquier l'équipe 2 féminine de Géorgie qui finit huitième de la compétition (Tcharkhalachvili marqua 7 points en dix parties).
En 2012, elle remporta le tournoi mémorial Krystyna Hołuj-Radzikowska avec 7 points sur 9.